# Consolidated Aircraft

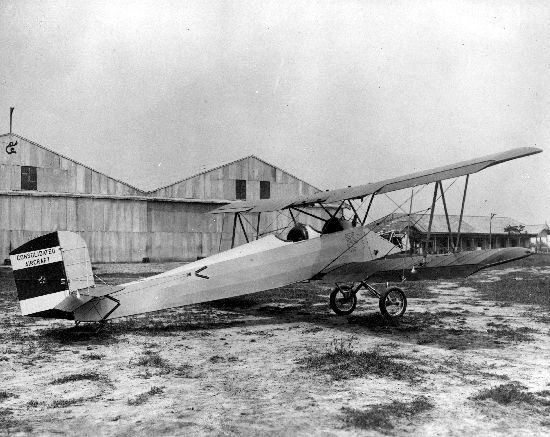
Consolidated PT-1 Trusty

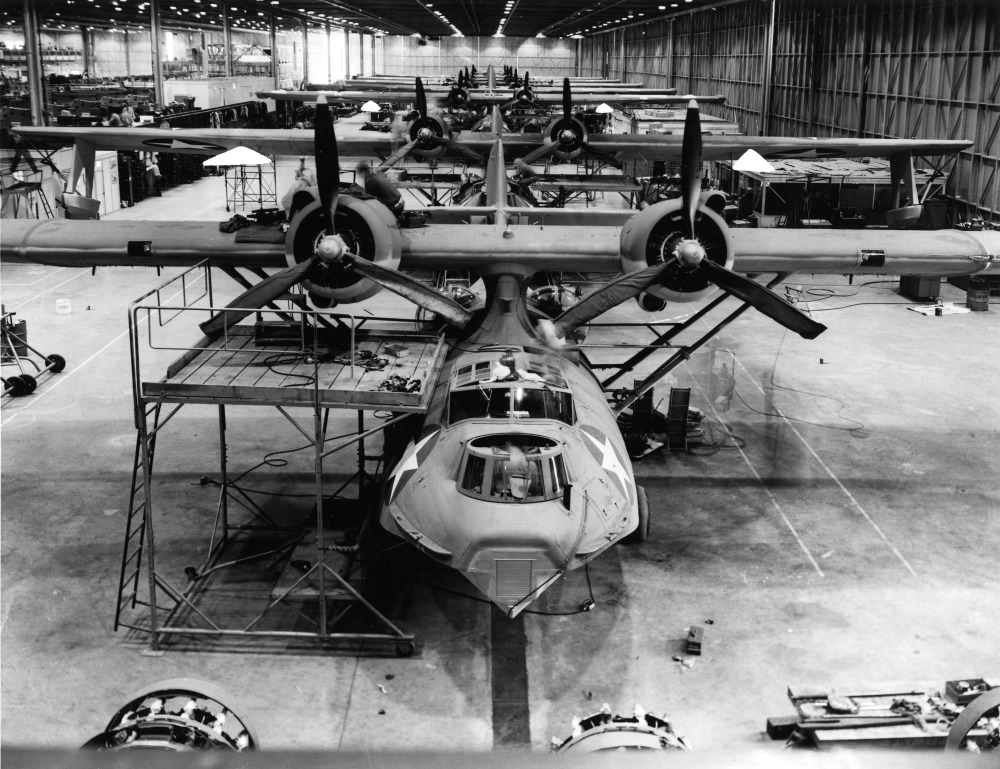
Productie van de PBY Catalina (1942)

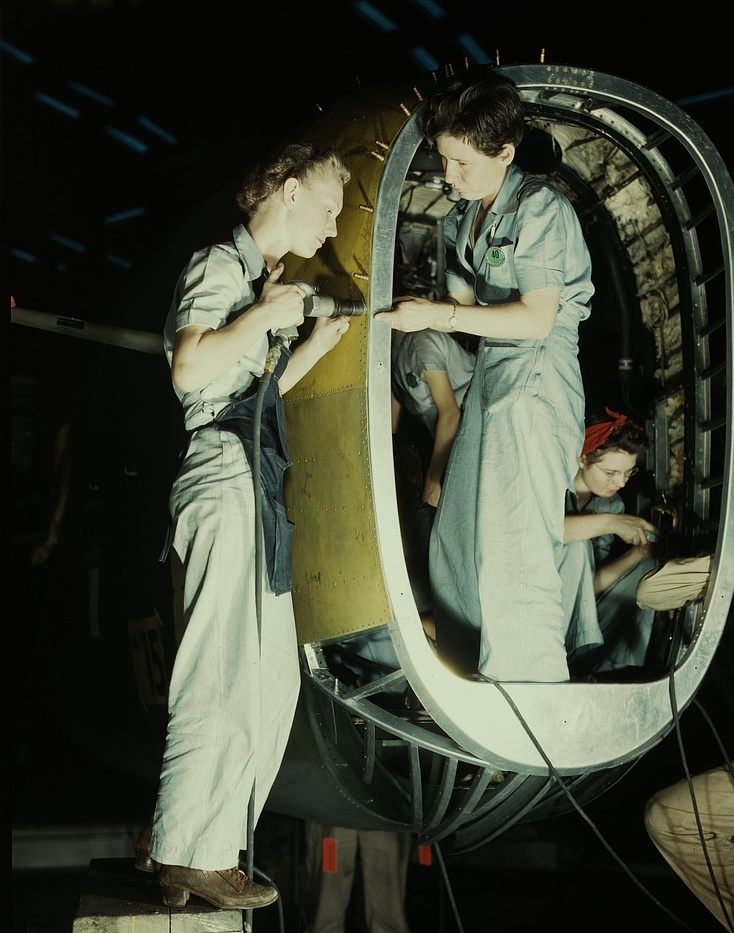
Vrouwen werken aan de romp van een B-24 (1942)

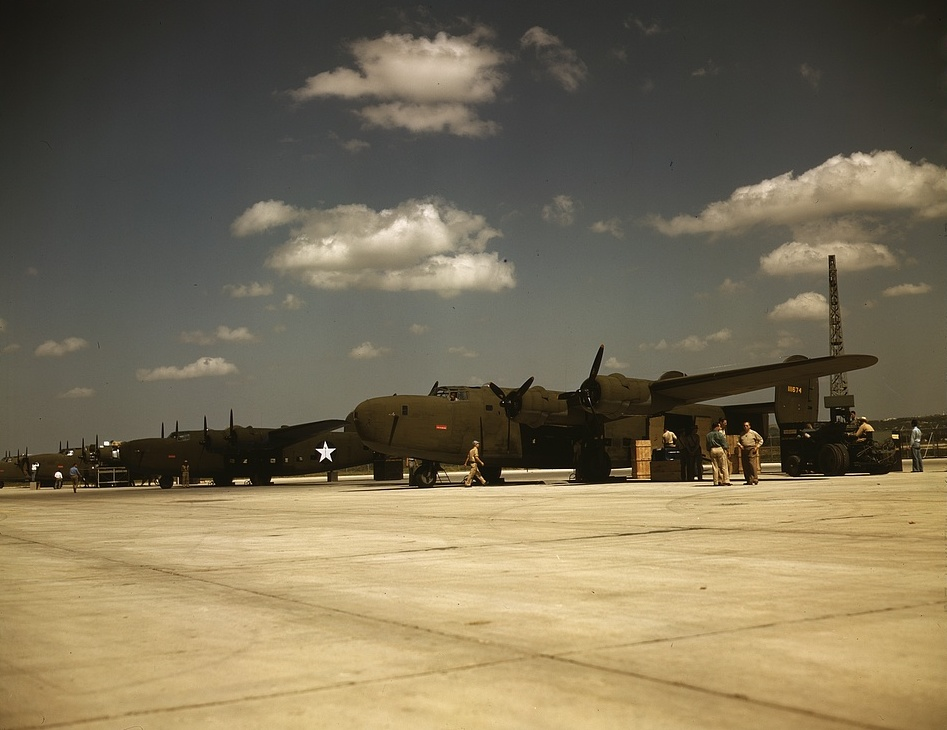
B-24 Liberators staan gereed bij de fabriek in Fort Worth (Texas, 1942)

De Consolidated Aircraft Corporation werd in 1923 opgericht door Reuben H. Fleet. Fleet nam de activiteiten over van het failliete bedrijf Gallaudet Aircraft Company en kocht tevens de Dayton-Wright Company. Deze laatste was een dochteronderneming van General Motors. Het hoofdkantoor kwam in Buffalo in de staat New York.
Het eerste vliegtuig van Consolidated was een nog door Dayton-Wright ontwikkeld een-motorig toestel voor opleidingsdoeleinden, de TW-3. Het Amerikaanse leger nam deze in gebruik als de PT-1 Trusty. In september 1924 verhuisde het bedrijf van de voormalige Gallaudet fabriek in Connecticut naar nieuwe faciliteiten in Buffalo. In dit jaar kreeg het ook de opdracht van de Amerikaanse marine voor een marineversie van de PT-1 Trusty met de naam NY-1.
In 1933 nam Consolidated het besluit te verhuizen van de oost- naar de westkust. Het warmere klimaat, de ruimere arbeidsmarkt en minder invloed van de vakbonden waren redenen voor de verhuizing. Op 20 oktober 1935 werd de nieuwe fabriek in San Diego, naast het Lindbergh Field, officieel geopend.
In de jaren 1920 en 1930 bracht Consolidated een aantal succesvolle vliegboten op de markt. De meest succesvolle was de Consolidated PBY Catalina die in 1936 op de markt kwam. Het toestel werd tijdens de Tweede Wereldoorlog geproduceerd en op grote schaal door de geallieerden ingezet. In nog grotere aantallen werd de zware bommenwerper B-24 Liberator gefabriceerd. Het prototype van de B-24 maakte zijn eerste vlucht in december 1939. De eerste order kwam van Frankrijk in 1940, maar korte tijd later was de Franse overgave aan de Duitsers en de vliegtuigen kregen Groot-Brittannië als bestemming. Tegen het einde van de oorlog waren 18.482 bommenwerpers van dit type gebouwd, waarvan 6726 in San Diego. Consolidated had zelf onvoldoende capaciteit en andere producenten sprongen bij, zoals Douglas, North American en Ford. Ford nam met de speciaal gebouwde fabriek Willow Run ruim de helft van de productie voor zijn rekening. In 1941 was Consolidated de grootste werkgever van San Diego met 25.000 werknemers en het jaar daarop steeg dit tot 45.000. In 1943 maakten vrouwen zo'n 40% van alle werknemers uit.
In november 1941 verkocht Fleet zijn belang van 34,26% in Consolidated voor US$ 10,9 miljoen aan Victor Emanuel, de president van Aviation Corporation (AVCO), met het idee dat Consolidated zou worden samengevoegd met AVCO's dochteronderneming Vultee. In 1943 was de fusie een feit en de gingen samen verder als Consolidated-Vultee Aircraft, later hernoemd tot Convair.
In maart 1953 kocht General Dynamics een meerderheidsbelang in Convair, waar het vliegtuig of vliegtuigonderdelen bleef produceren totdat het in 1994 aan McDonnell Douglas werd verkocht. McDonnell Douglas sloot dit bedrijfsonderdeel al in 1996.

## Naslagwerk
- (en)  Katrina Pescador Consolidated Aircraft Corporation Arcadia Publishing Library Editions (2008) ISBN 9781531638313